# 横浜市立釜利谷東小学校
横浜市立釜利谷東小学校（よこはましりつ かまりやひがししょうがっこう）は、神奈川県横浜市金沢区釜利谷東にある市立小学校。

## 概要
1979年に釜利谷小学校から分離独立して開校。開校時の児童数は755名で、全20学級あった。

## 沿革
- 1979年（昭和54年） - 開校。プール完成。
- 1980年（昭和55年） - 運動場、スタンド、花壇、砂場工事完了
- 1981年（昭和56年） - 開校記念式にて校章発表
- 1983年（昭和58年） - 校歌を制定
- 1987年（昭和62年） - ジャングルジム移設工事。水田、飼育小屋完成
- 1988年（昭和63年） - 蓮田完成
- 1997年（平成9年） - はまっ子ふれあいスクール開設
- 2003年（平成15年） - 学校給食民間委託
- 2008年（平成20年） - 蓮の再植え付け・開花

（出典：釜利谷東小学校公式サイト（ホーム  >  学校紹介  > 沿革） ）

## 交通アクセス
- 京急本線金沢文庫駅下車 徒歩5分